# Comuna Oltina, Constanța
Oltina este o comună în județul Constanța, Dobrogea, România, formată din satele Oltina (reședința), Răzoarele, Satu Nou și Strunga. Pe teritoriul satului reședință s-au descoperit ruinele așezării antice Altenum (Altina).

## Demografie
Componența etnică a comunei Oltina
     Români (92,73%)
     Alte etnii (0%)
     Necunoscută (7,27%)
Componența confesională a comunei Oltina
     Ortodocși (92,46%)
     Alte religii (0,09%)
     Necunoscută (7,45%)
Conform recensământului efectuat în 2021, populația comunei Oltina se ridică la 2.241 de locuitori, în scădere față de recensământul anterior din 2011, când fuseseră înregistrați 2.593 de locuitori. Majoritatea locuitorilor sunt români (92,73%), iar pentru 7,27% nu se cunoaște apartenența etnică. Din punct de vedere confesional, majoritatea locuitorilor sunt ortodocși (92,46%), iar pentru 7,45% nu se cunoaște apartenența confesională.

## Politică și administrație
Comuna Oltina este administrată de un primar și un consiliu local compus din 11 consilieri. Primarul, Ștefania Cealera[*], de la Partidul Social Democrat, este în funcție din octombrie 2020. Începând cu alegerile locale din 2024, consiliul local are următoarea componență pe partide politice:
|  | Partid                          | Consilieri | Componența Consiliului | Componența Consiliului | Componența Consiliului | Componența Consiliului | Componența Consiliului | Componența Consiliului |
|  | ------------------------------- | ---------- | ---------------------- | ---------------------- | ---------------------- | ---------------------- | ---------------------- | ---------------------- |
|  | Partidul Social Democrat        | 6          |                        |                        |                        |                        |                        |                        |
|  | Partidul Național Liberal       | 4          |                        |                        |                        |                        |                        |                        |
|  | Alianța pentru Unirea Românilor | 1          |                        |                        |                        |                        |                        |                        |

## Vezi și
- Băneasa - Canaraua Fetei (arie de protecție specială avifaunistică inclusă în rețeaua europeană Natura 2000 în România).
- Canaralele Dunării (sit de importanță comunitară)
- Dunăre - Ostroave (arie de protecție specială avifaunistică)
- Pădurea și Valea Canaraua Fetii - Iortmac (sit de importanță comunitară)